# Ruqayya bint Muhàmmad
Ruqayya bint Muhàmmad (àrab: رقية بنت محمد, Ruqayya bint Muḥammad) (la Meca, c. 598 - Medina, 14 de març de 624) fou filla del profeta Mahoma i de Khadija.
Juntament amb la seva germana Umm-Kulthum foren promeses a dos fills d'Abu-Làhab que després les van repudiar quan Mahoma va començar la seva missió profètica. Llavors Ruqayya es va casar amb Uthman ibn Affan a qui va seguir a Etiòpia i amb qui en va retornar abans de l'Hègira. Va emigrar a Medina amb el seu marit. Va morir el 624. Va deixar un fill, Abd-Al·lah ibn Uthman, que va morir uns anys després que ella a causa de la picada a l'ull que li va fer un gall.